# Михалишки (Гродненская область)
Миха́лишки (бел. Міхалішкі) — агрогородок в Михалишковском сельсовете Островецкого района Гродненской области Белоруссии. Население 801 человек (2009).

## География
Агрогородок расположен в 25 км к северо-востоку от центра города Островец на реке Вилия. Через Михалишки проходит шоссе Р45, ещё одна дорога ведёт из Михалишек на Гервяты.

## История

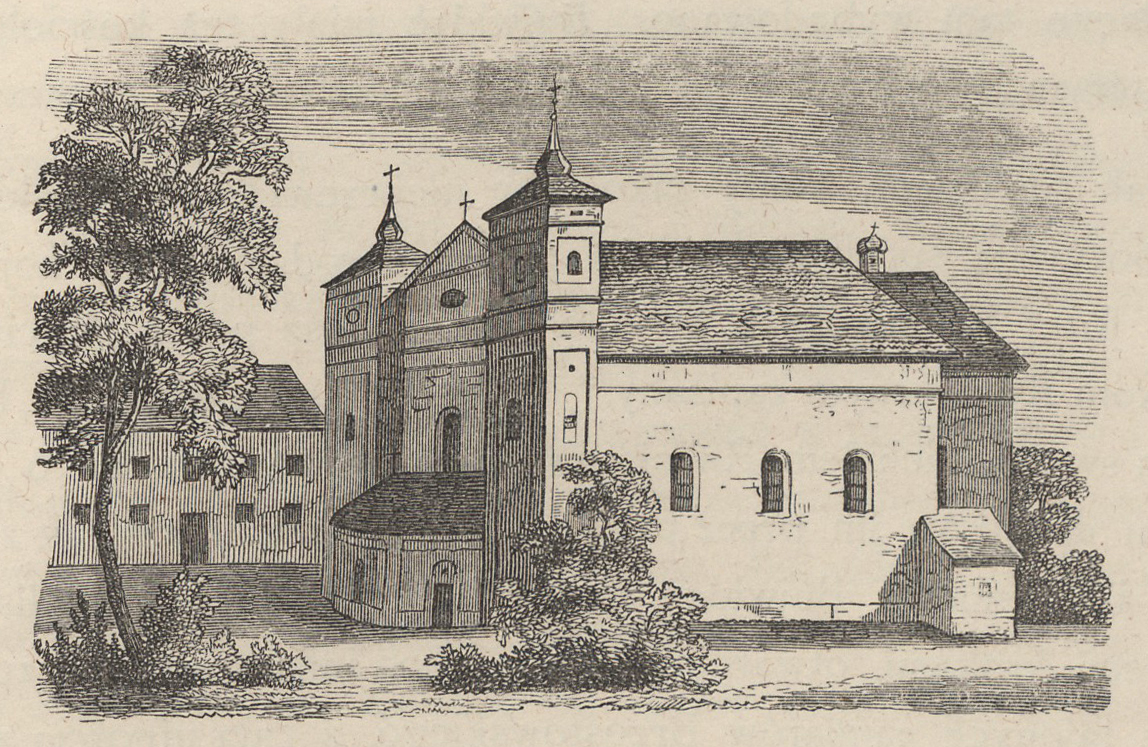
Вид храма в 1871 году

Впервые Михалишки упоминаются в 1518 году, как владение воеводы трокского Григория Остика. С 1526 года поместье находилось во владении Радзивиллов, потом несколько раз меняло владельцев. Состоянием на 1528 год в Михалишках был 71 двор.
Согласно административно-территориальной реформе 1565—1566 годов поселение вошло в состав Виленского повета Виленского воеводства.
В 1604 году Михалишки приобрел Ян Бжостовский, который в 1622 году основал здесь монастырь августинцев. При монастыре действовал госпиталь. При сыне Яна Бжостовского Циприане Павле Бжостовском в 1653 году в местечке был возведён каменный католический храм Архангела Михаила.
В 1669 году король и великий князь Михаил Вишневецкий даровал Михалишкам ряд привилегий, в частности, освобождение от налогов на 10 лет для новых поселенцев, право иметь свой суд и проводить 4 ярмарки в год. В ходе Великой Северной войны в 1705 году здесь останавливался царь Пётр I.

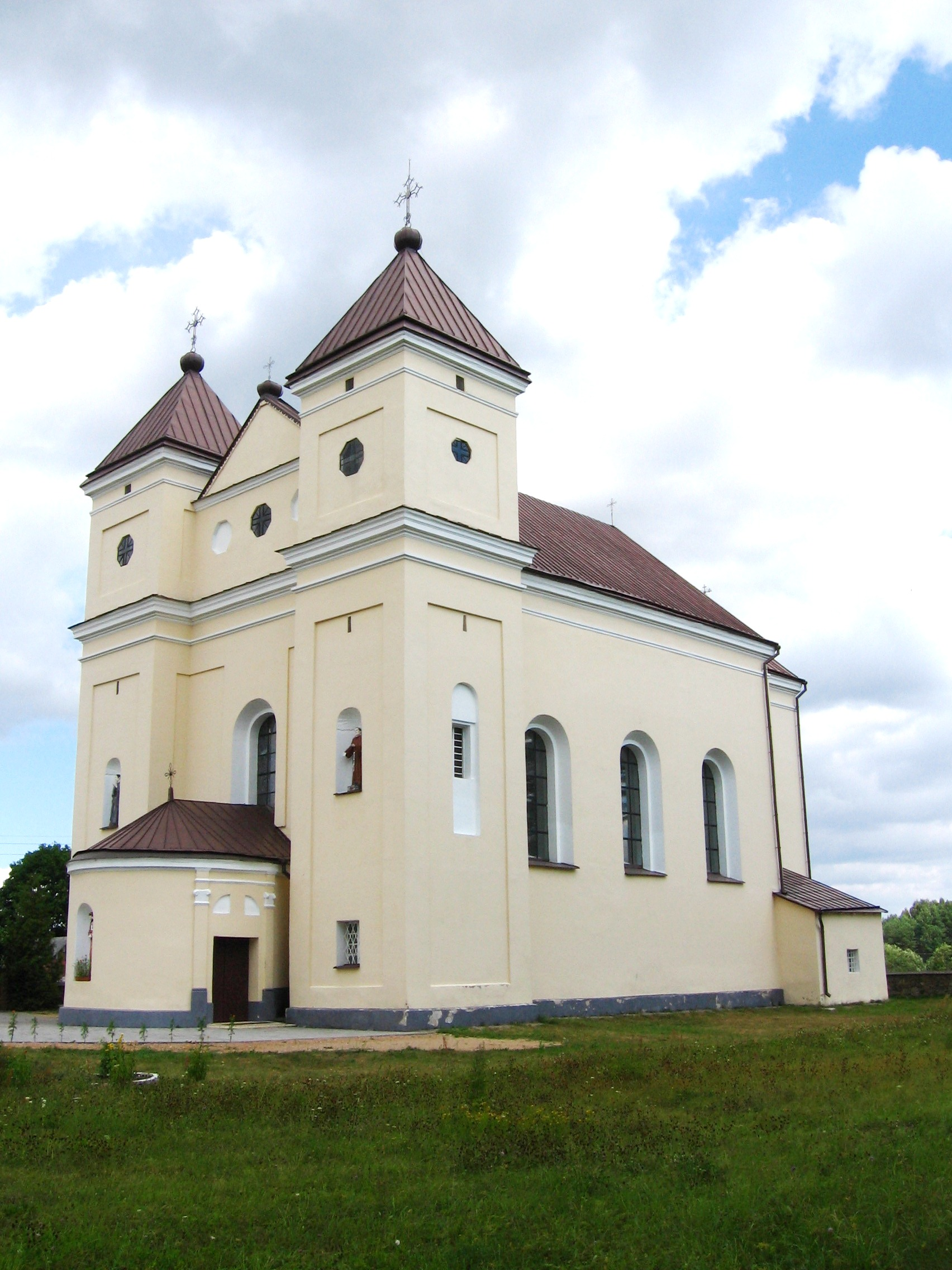
Католический храм Архангела Михаила

В результате третьего раздела Речи Посполитой (1795) Михалишки оказались в составе Российской империи, в Виленском уезде Виленской губернии. После подавления восстания 1830 года большое число католических монастырей на территории современной Белоруссии были закрыты. В 1832 году был закрыт и августинский монастырь в Михалишках, храм стал обычным приходским костёлом. От строений монастыря кроме храма не сохранилось ничего. По состоянию на 1885 год в местечке действовали костёл, синагога (не сохранилась), еврейская школа, работала пивоварня, проводились ярмарки по воскресеньям. В 1887 году в Михалишках родился еврейский писатель и теоретик анархизма Аба Гордин.
В 1920 году Михалишки оказались в составе Срединной Литвы, в 1922 — в составе межвоенной Польской Республики, где принадлежали Виленскому повету Виленского воеводства.
В 1939 Михалишки вошли в БССР, где 12 октября 1940 стали центром сельсовета Островецкого района. Статус поселения понизили до деревни. С 25 декабря 1962 года до 6 января 1965 года Михалишковский сельсовет входил в состав Сморгонского района.

## Инфраструктура
В Михалишках работают средняя и музыкальная школы, детский сад, больница, библиотека, Дом культуры, почта.

## Культура
- Дом культуры
- Историко-краеведческий музей «Спадчына» ГУО «Михалишковская средняя школа»

## Достопримечательности
- Католический храм Архангела Михаила, памятник архитектуры, 1653 год.
- Кладбищенская католическая часовня
- Еврейское кладбище
- Памятник евреям — жертвам Холокоста
- Историческая застройка (1-я пол. XX в.; фрагменты)
- Усадьба Бжостовских

### Утраченное наследие
- Монастырь августинцев
- Синагога